# Platycheirus altaicus
Platycheirus altaicus är en tvåvingeart som beskrevs av Barkalov och Nielsen 2008. Platycheirus altaicus ingår i släktet fotblomflugor, och familjen blomflugor. Inga underarter finns listade i Catalogue of Life.